# Peter Feldmann
Peter Feldmann (Helmstedt, 7 de octubre de 1958) es un político alemán del Partido Socialdemócrata de Alemania (SPD). El 25 de marzo de 2012,  fue elegido Alcalde de Fráncfort cuando sucedió a Petra Roth (CDU). Feldmann tomó posesión de su cargo el 1 de julio de 2012.

## Inicios y educación
Peter Feldmann nació a una familia judía, en Helmstedt. Tras pasar un año en un kibutz israelí donde trabajó de jardinero, empezó a estudiar ciencias políticas en la Universidad de Marburgo. Tras graduarse, empezó a trabajar para varias organizaciones sin ánimo de lucro alemanas como voluntario.

## Carrera política
Feldmann se unió al SPD en 1974. En 1981 fue elegido vicepresidente de las juventudes del SPD, abriendo camino a una carrera política que le llevaría al ayuntamiento de Fráncfort como vicepresidente del grupo parlamentario del SPD en el concejo de esa ciudad.
En las elecciones del 25 de marzo de 2012, Feldmann fue elegido el alcalde de Fráncfort, obteniendo el 57.4% de los votos. Feldmann fue el ganador debido a un exitoso programa que tiene importantes aspectos sociales como alojamiento asequible, además de ser un fuerte defensor de Israel. Es el primer político judío elegido alcalde de Fráncfort desde la llegada al poder de Ludwig Landmann quién fue expulsado de su cargo en 1933.
En las elecciones del 11 de marzo de 2018 Feldmann fue reelegido con un 70,8% de los votos en segunda vuelta.
Después de que el club de fútbol Eintracht Fráncfort ganara la Liga Europa de la UEFA el 18 de mayo de 2022, Feldmann fue severamente criticado por varios actos en la celebración. Esto, sumado a acusaciones de corrupción, hizo que el SPD retirara su apoyo a Feldmann y lo instase a renunciar. El 25 de mayo de 2022, Feldmann anunció que no dimitiría, sino que se retiraría de sus funciones hasta las vacaciones de verano. Feldmann se enfrentó a una elección revocatoria el 6 de noviembre de 2022, luego de anunciar y posteriormente retirar su renuncia.
Feldmann perdió la elección revocatoria, con el 95% de los votos en su contra. Dejó el cargo el 11 de noviembre de 2022.